# Sint-Catharinakerk (Kiel)

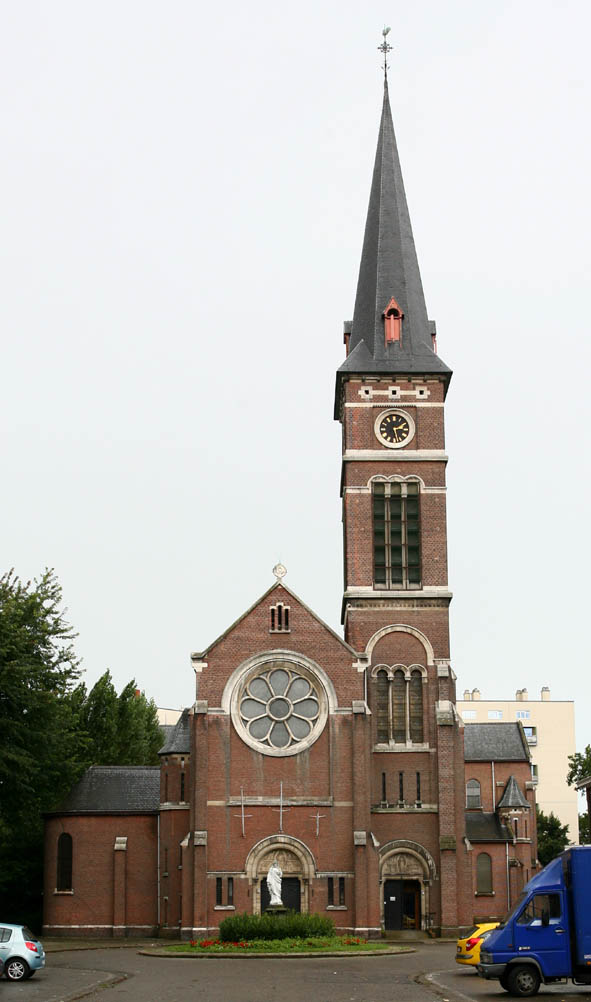
Sint-Catharinakerk

De Sint-Catharinakerk is een parochiekerk in de Antwerpse wijk het Kiel, gelegen aan het Sint-Catharinaplein en de Sint-Bernardsesteenweg. Ze lag oorspronkelijk tegenover het Kielkerkhof waar nu het Kielpark is. 

## Geschiedenis
De parochie werd opgericht in 1863. Men moest aanvankelijk kerken in een houten gebouw, vanwege de militaire eisen, doch deze werden al in 1864 opgeheven. In 1870-1872 werd een stenen kerk gebouwd, in de nabijheid van de reeds aanwezige begraafplaats. Architect was Pieter Dens. In 1912-1914 werd de kerk vergroot naar ontwerp van Jules Bilmeyer, omdat de bevolking van de wijk sterk was toegenomen.

## Gebouw
Het betreft een naar het zuidoosten georiënteerd bakstenen kerkgebouw. De neoromaanse kruisbasiliek heeft in de noordelijke zijbeuk een ingebouwde toren, een driebeukig transept en een vlak afgesloten koor. Boven de hoofdingang bevindt zich een roosvenster.